# Гливиці
Гливи́ці (пол. Gliwice, нім. Gleiwitz) — місто південно-західної Польщі у Верхньосілезькому вугільному басейні. Належить до Сілезького воєводства. Приєднане до Польщі в 1945 році. У 1945—1950 роках входило до складу Сілезького воєводства, в 1950—1998 роках — до Катовицького. Місто займає 17-те місце у Польщі за площею та 18-те за населенням, є одним із засновників Агломерації міст Верхньої Сілезії.

## Географія

### Розташування
Місто Гливиці лежить над річкою Клодницею в південно-західній частині Польщі на Катовицькій височині неподалік від міста Забже.

### Площа
- 1995 — 133,85 км².
- 2006 — 133,88 км².

### Клімат
Клімат відносять до помірного морського (Cfb за класифікацією Кеппена). Середньорічна температура складає 9,4 °C. Кількість опадів значна (810 мм) навіть протягом найсухішого місяця — лютого, із середніми 47 мм опадів. Найвологіший місяць — липень, із середньою кількістю опадів 107 мм.
| Клімат м. Гливиці         | Клімат м. Гливиці | Клімат м. Гливиці | Клімат м. Гливиці | Клімат м. Гливиці | Клімат м. Гливиці | Клімат м. Гливиці | Клімат м. Гливиці | Клімат м. Гливиці | Клімат м. Гливиці | Клімат м. Гливиці | Клімат м. Гливиці | Клімат м. Гливиці | Клімат м. Гливиці |
| Показник                  | Січ.              | Лют.              | Бер.              | Квіт.             | Трав.             | Черв.             | Лип.              | Серп.             | Вер.              | Жовт.             | Лист.             | Груд.             | Рік               |
| Середній максимум, °C     | 0,8               | 2,8               | 7,9               | 14,4              | 18,8              | 21,9              | 23,9              | 23,9              | 19,1              | 13,6              | 8,1               | 2,8               | 13,2              |
| Середня температура, °C   | −1,7              | −0,4              | 3,7               | 9,6               | 14,4              | 17,8              | 19,7              | 19,5              | 14,9              | 9,9               | 5,3               | 0,4               | 9,4               |
| Середній мінімум, °C      | −4,4              | −3,7              | −0,4              | 4,4               | 9,3               | 13,0              | 15,1              | 14,8              | 10,8              | 6,5               | 2,6               | −2                | 5,5               |
| Норма опадів, мм          | 53                | 47                | 57                | 57                | 82                | 87                | 107               | 77                | 77                | 57                | 57                | 52                | 810               |
| Днів з опадами            | 9                 | 8                 | 10                | 8                 | 10                | 10                | 11                | 9                 | 9                 | 8                 | 8                 | 9                 | 109               |
| Вологість повітря, %      | 83                | 81                | 74                | 67                | 69                | 69                | 70                | 69                | 73                | 78                | 83                | 83                | 75                |
| ------------------------- | ----------------- | ----------------- | ----------------- | ----------------- | ----------------- | ----------------- | ----------------- | ----------------- | ----------------- | ----------------- | ----------------- | ----------------- | ----------------- |
| Джерело: Climate-Data.org |                   |                   |                   |                   |                   |                   |                   |                   |                   |                   |                   |                   |                   |

## Демографія
Демографічна структура станом на 31 березня 2011 року:
|          | Загалом | Допрацездатний вік | Працездатний вік | Постпрацездатний вік |
| -------- | ------- | ------------------ | ---------------- | -------------------- |
| Чоловіки | 90417   | 15131              | 64114            | 11172                |
| Жінки    | 97058   | 14519              | 58824            | 23715                |
| Разом    | 187475  | 29650              | 122938           | 34887                |

- Графік чисельності населення Гливиць за останніх 140 років.

## Адміністративний поділ

### Дільниці міста
14 вересня 2006 року міська рада на пропозицію президента Гливиць прийняла новий адміністративний поділ міста. Гливиці були розділені на 18 дільниць зі статусом поселень, однак це рішення міської ради впровадили в життя, оскільки сілезький воєвода скасував його з формальних причин. У липні 2007 міська рада ухвалила рішення про проведення громадських консультацій у справі нового поділу міста. 22 лютого 2008 року почали діяти рішення міської ради у справі утворення 20-ти дільниць у статусі поселень, які мають становити допоміжні одиниці міста. Детальний розподіл вулиць із точки зору локалізації дільниць доступний мешканцям в Інтернеті.

## Назва
Назва Гливиці серед інших сілезьких (шльонських) топонімів польською мовою у Пруськім королівстві датується з 1750 р. Для пояснення походження назви існують дві концепції:
1. Gliw — у слов'янських мовах часто означає глинисту територію, вологу поверхню. У польській мові до цього часу вживають вислів для зіпсованого сиру, що нагадує глину — zgliwiały ser — глевкий сир. Цікавим є те, що в українській, словацькій, хорватській, сербській мовах слово glive / gljive означає гриби, тобто gljivice — маленькі грибочки.
2. Gliw або Gliwa — особове ім'я, поширене на території Сілезії в середньовіччі. У такому випадку Гливиці — це патронім від імені володаря землі або її посідача (орендаря), відповідно засновника міста.

## Історія

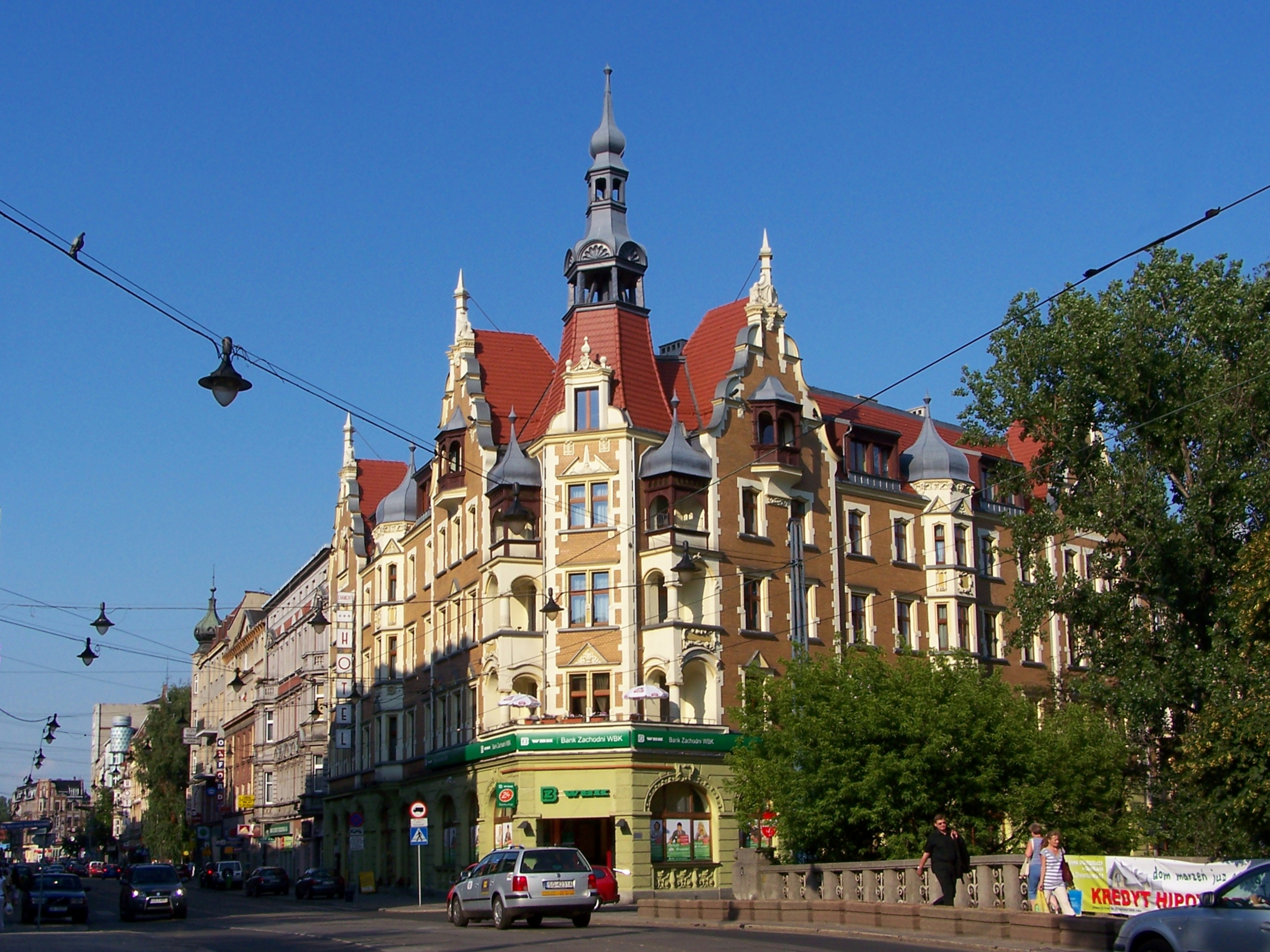
Кам'яниця з готелем «Діамант» на вул. Перемоги, 2008 рік

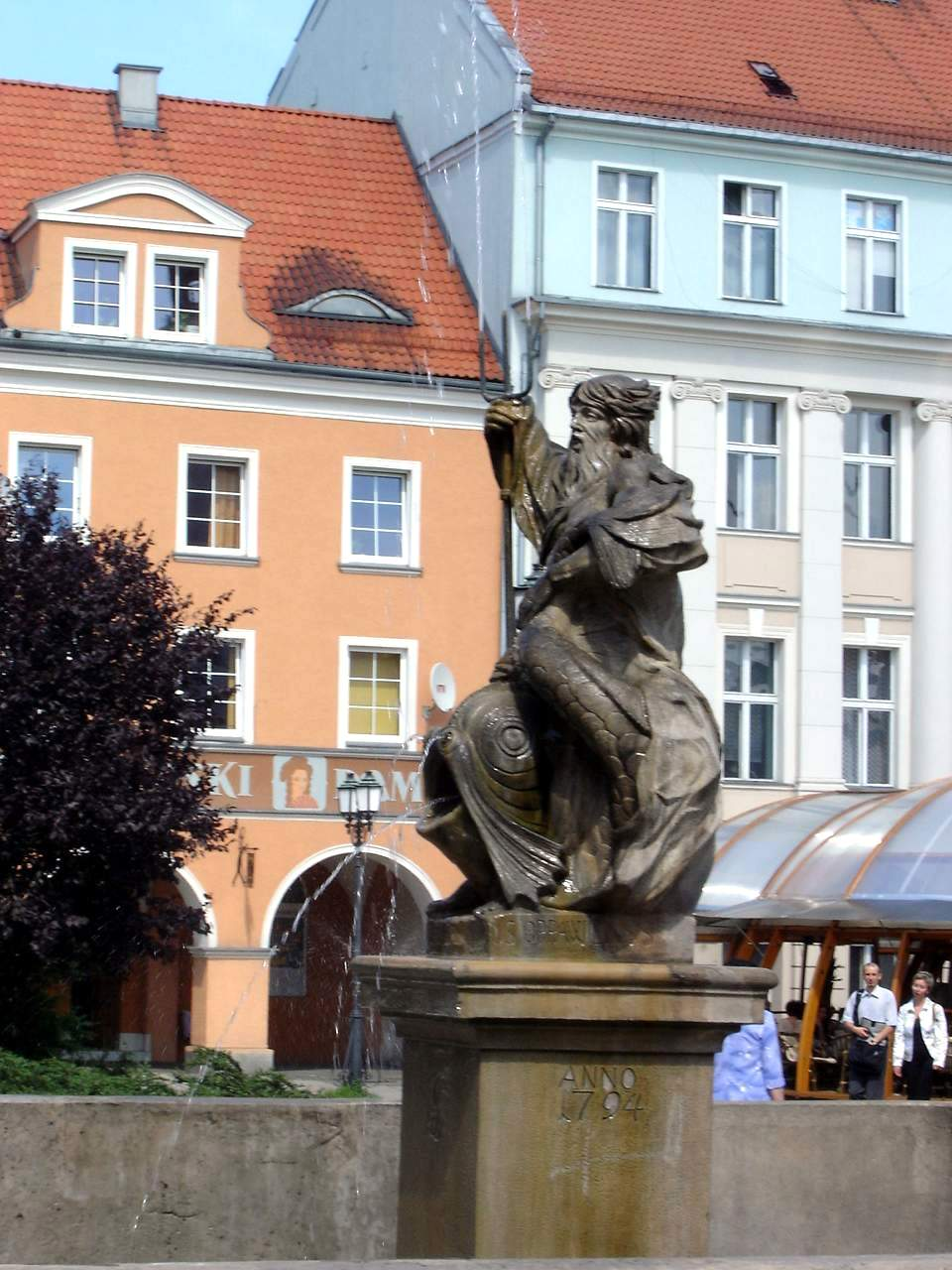
Фонтан Посейдона

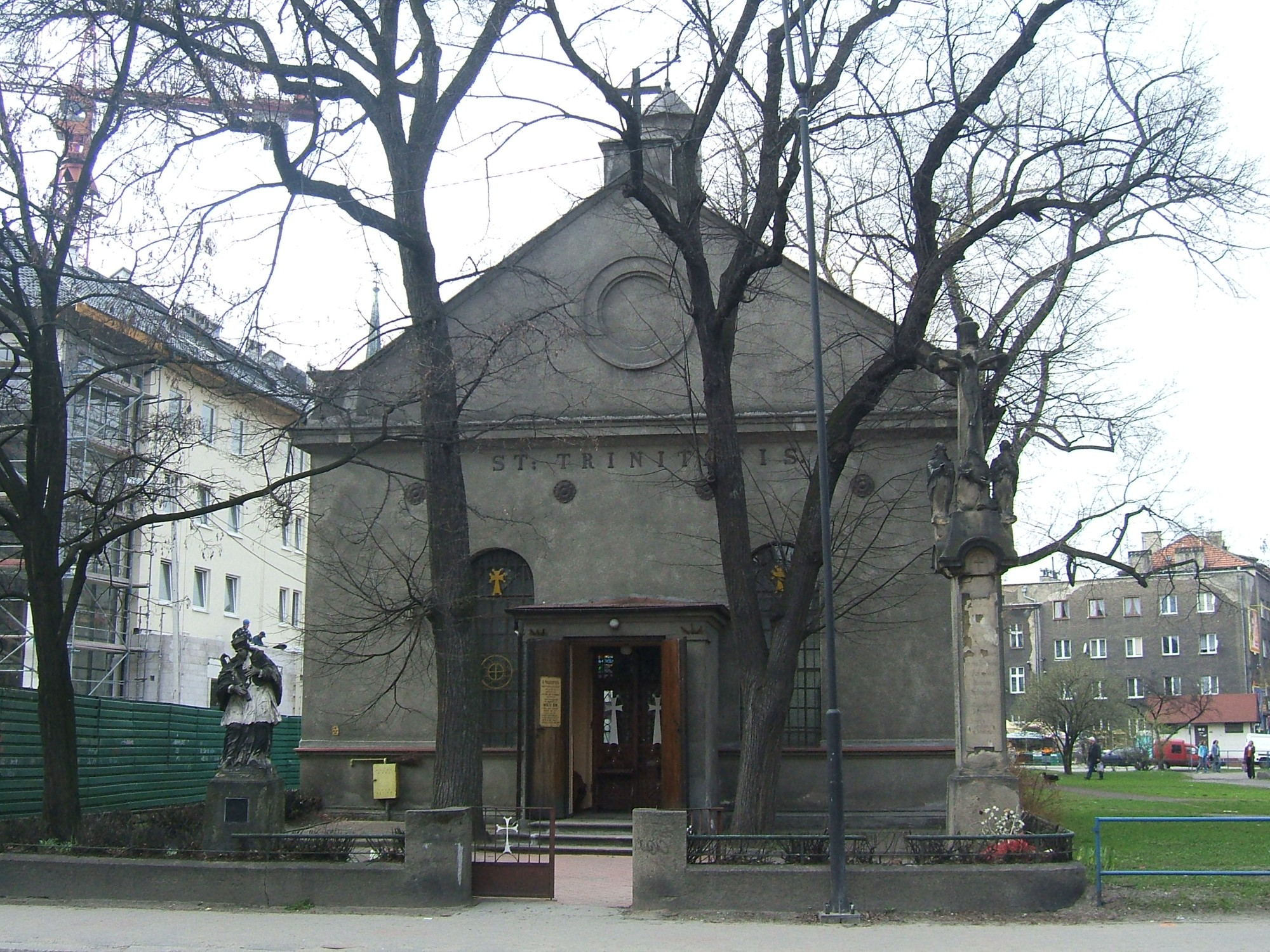
Вірменський храм

- 1276 — перша згадка про місто Гливиці.
- 1430 — належить претендентові на чеський престол князю Зигмунту Корибутовичу.
- 1431:
  - побудова оборонних мурів.
  - князь олесницький Конрад VII Білий здобув місто і знищив замок.
- 1601 — пожежа нищить ціле місто разом із передмістями.
- 1626 — безрезультатна облога міста данцями-протестантами під проводом Ернста Мансфельда під час Тридцятилітньої війни.
- 1629 — надання нового герба міста цісарем Фердинандом ІІ.
- 1711 — пожежа в місті.
- 1742 — місто у складі Пруського королівства.
- 1804 — закінчено побудову Клодницького каналу.
- 1826 — поява першої в місті друкарня.
- 1845 — будівництво залізничної колії Гливиці — Ополе — Вроцлав.
- 1851 — перший банк у Гливицях.
- 1894 — перший кінний (у межах центру) і паровий (поза центром) трамвай.
- 1899 — відкрито міський театр.
- 1905 — відкрито музей.
- 1927 — початок роботи радіостанції.
- 1928 — побудовано готель «Dom Górny Śląsk» (нині місцезнаходження міської влади).
- 1938 — закінчено побудову Гливицького каналу.
- 1939 — 31 серпня «Гливицька провокація», влаштована німецько-нацистськими спецслужбами як привід для нападу на Польщу.
- 1945 — 23 січня взяття міста Червоною Армією.
- 1999 — візит Папи Івана Павла ІІ.
- 2013 — відкрито найбільший у Європі торговий центр (Centrum Handlowe)
- 2018 — відкрито «Арену Гливиці»

## Промисловість
У Гливицях є завод компанії Дженерал Моторс (General Motors Manufacturing Poland), де виробляють модель Opel Astra IV, а також філія японської фірми, яка випускає фільтри та каталізатори NOx для автомашин NGK Ceramics. На міській дільниці Лабенди (Łabędy) розташоване підприємство BUMAR-ŁABĘDY, яке виробляє танки PT-91 і будівельні машини. На території міста також є: одна з найбільших у Європі копалень кам'яного вугілля — KWK Sośnica-Makoszowy; найбільший виробник і дистриб'ютор хімічних реактивів POCH S.A..

## Відомі люди

### Народились
- Горст Бінек (1930—1990) — німецький поет, прозаїк, драматург.
- Клаус Міхаель Кодаллє (нар. 1943) — німецький філософ.
- Лукас Подольскі — німецький футболіст польського походження, нападник турецького «Галатасараю» та збірної Німеччини.
- Войцех Хмеляж (нар. 1984) — польський письменник і журналіст.

### Поховані
- Мар'ян Антоняк (1881—1951) — український скульптор з Івано-Франківська.[6]